# Bay Hill
Bay Hill – jednostka osadnicza w Stanach Zjednoczonych, w stanie Floryda, w hrabstwie Orange.